# Tobias Reiß
Tobias Reiß (* 23. August 1968 in Bayreuth) ist ein deutscher Politiker (CSU) und Rechtsanwalt. Er ist seit Oktober 2008 Mitglied des Bayerischen Landtages. Seit Oktober 2023 ist er Erster Vizepräsident des Landtags. 

## Leben
Reiß besuchte von 1974 bis 1979 die Grund- und Hauptschule in Brand und Ebnath. Danach war er bis zu seinem Abitur im Jahr 1988 Schüler am Augustinus-Gymnasium in Weiden und in dieser Zeit Internatsschüler im Studienseminar St. Augustin. Im Anschluss leistete er bis 1989 den Wehrdienst in Roding und Pfreimd ab. Bis 1995 studierte er Rechtswissenschaften an der Universität Bayreuth. Nach dem Studium absolvierte er bis 1997 ein Referendariat im Bezirk des Oberlandesgerichts Bamberg und war dann als Rechtsanwalt tätig, bevor er 1999 als Justiziar zum Bauunternehmen W. Markgraf GmbH & Co. KG in Bayreuth wechselte. Seit 2019 ist Reiß Mitglied im Stiftungsrat der Rainer Markgraf Stiftung und zur Zeit dort stellvertretender Vorsitzender.
Er ist verheiratet und hat zwei Kinder. Reiß ist römisch-katholischer Konfession.

## Politik

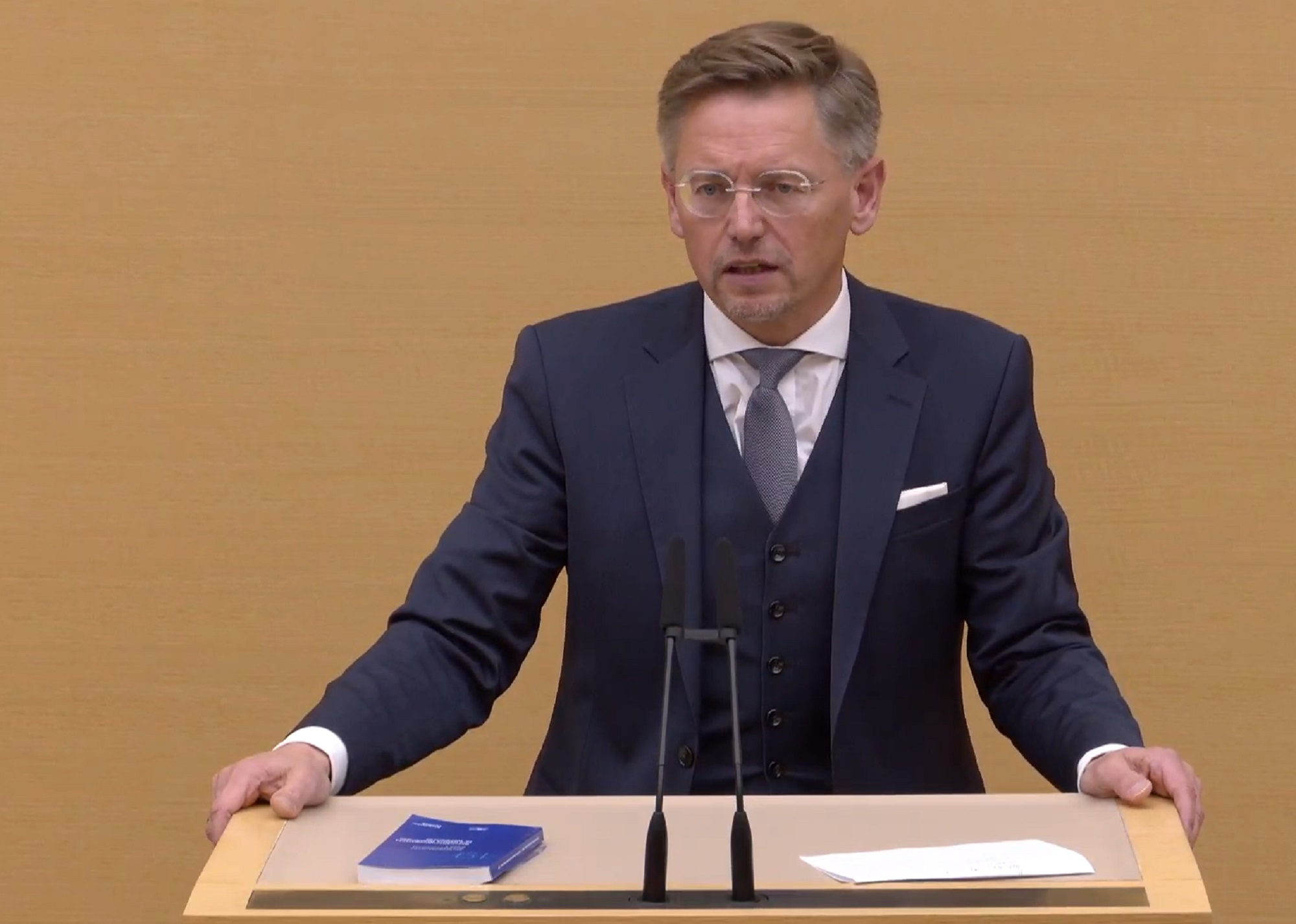
Foto: CSU-Landtagsfraktion

Reiß ist seit 1990 im Gemeinderat Brand tätig. Er war Verbandsrat im Schulverband „Fichtelnaabtalschule“ in Ebnath und von Mai 1996 bis April 2002 und erneut ab 2005, Mitglied im Kreistag des Landkreises Tirschenreuth. Von 1989 bis 1993 war er Ortsvorsitzender der Jungen Union und von 1991 bis 1995 stellvertretender Bezirksvorsitzender der Jungen Union Oberpfalz. Später wurde er auch stellvertretender Ortsvorsitzender der CSU in Brand und Mitglied der Kreisvorstandschaft der CSU in Tirschenreuth. Im Jahr 2010 wurde er zum Kreisvorsitzenden der CSU Tirschenreuth gewählt. Seit 20. Oktober 2008 ist er Mitglied des Landtages in Bayern und vertritt dort den Stimmkreis Tirschenreuth (Wahlkreis Oberpfalz). Dort war er in seiner ersten Legislaturperiode sowohl Mitglied des Ausschusses für Wirtschaft, Infrastruktur, Verkehr und Technologie, als auch Mitglied des Ausschusses für Fragen des öffentlichen Dienstes. Im Jahr 2009 wurde er mit der Aufgabe des energiepolitischen Sprechers der CSU Landtagsfraktion betraut und zum Vorsitzenden der von 2011 bis 2013 tagenden Landtags-Kommission zur parlamentarischen Begleitung der Energiewende sowie zum stellvertretenden Landesvorsitzenden des 2011 neu gegründeten Arbeitskreises Energiewende der CSU gewählt. Nach der Landtagswahl 2013 wechselte er vom Wirtschaftsausschuss in den Bildungsausschuss des Landtags. Im März 2017 wurde Reiß zum Vorsitzenden des Ausschusses für Fragen des öffentlichen Dienstes gewählt. Am 11. April 2018 wurde er zum neuen Parlamentarischen Geschäftsführer und stellvertretenden Fraktionsvorsitzenden der CSU-Landtagsfraktion gewählt und Mitglied im Ausschuss für Verfassung, Recht, Parlamentsfragen und Integration. In der konstituierenden Sitzung der 19. Legislaturperiode am 30. Oktober 2023 wurde Reiß zum I. Vizepräsidenten des Bayerischen Landtags gewählt. Des Weiteren ist Reiß seit 2018 Mitglied des Ältestenrates im Bayerischen Landtag.

## Sonstiges
Reiß war von 2013 bis 2018 eines der Mitglieder im Rundfunkrat des Bayerischen Rundfunks, die von der CSU-Landtagsfraktion entsendet werden. Seit August 2021 ist Reiß Vorsitzender des Vereins der Freunde und Förderer des Klosters Speinshart, das eine Internationale Begegnungsstätte beherbergt, die zu einem von den Verbünden Universität Bayern e.V. und Hochschule Bayern e.V. getragenen Wissenschaftszentrum weiterentwickelt wird.